# De Dreijen
De Dreijen is de oude campus van Wageningen University in de Nederlandse gemeente Wageningen.

## Locatie
De campus strekt zich uit tussen de Ritzema Bosweg in het noorden en de rand van de Wageningse Berg in het zuiden. De Generaal Foulkesweg, de oude rijksstraatweg tussen Arnhem en Utrecht, doorsnijdt de campus van oost naar west. De westgrens van de campus is de Arboretumlaan, de oostgrens de Diedenweg.

## Historie
In de late 19e eeuw werd een eerste stap gezet naar de bouw van gebouwen voor de toenmalige Rijks Hoogere Land-,Tuin- en Boschbouwschool in het bouwland van de Breijen. Bree is een veelvoorkomend historisch toponiem voor een bouwlandcomplex met lange, smalle kavels. Later verbasterde deze naam tot Dreijen.
Aan de noordzijde van de Rijksstraatweg werd het Gebouw met de Klok gebouwd, aan de zuidzijde werd Villa Hinkeloord aangekocht. Bij het Gebouw met de Klok werd het Arboretum De Dreijen aangelegd. Toen omstreeks 1920 werd besloten het gebied tot ontwikkelen tot campus voor de toen nog jonge Landbouwhogeschool Wageningen, werden ten zuiden van de Rijksstraatweg onder architectuur van Cornelis Jouke Blaauw enkele gebouwen neergezet. Aan de noordzijde werden vóór de Tweede Wereldoorlog gebouwen aan de Arboretumlaan 4 (Botanisch Centrum) en Generaal Foulkesweg gezet, terwijl in 1939 aan de Ritzema Bosweg een derde pand, het Ritzema Boshuis (Gebouw van Tropische Plantenteelt)  verrees.
Na de Tweede Wereldoorlog maakte de campus tussen Generaal Foulkesweg en Ritzema Bosweg een forse groei door. Het Scheikundegebouw (1958), De Dreijenborch (1961), Transitorium (1971), Wiskundegebouw (1972), Biotechnion (1969-1978), Computechnion (1987) en Agrotechnion (1990) werden gebouwd. In 2002 werd nog fors geïnvesteerd in de onderwijsfaciliteiten van het Scheikundegebouw.
Vanaf 2000 werden plannen ontwikkeld voor een nieuwe Wageningen Campus aan de noordzijde van de stad, langs de Mansholtlaan naar Ede. Anno 2009 waren Villa Hinkeloord, het Schip van Blaauw, Microbiologie en Landmeetkunde ten zuiden van de Generaal Foulkesweg, en het Botanisch Centrum, het Ritzema Boshuis, De Dreijenborch en Plantentaxonomie ten noorden van deze weg reeds verlaten. 
In april 2009 werd begonnen met de sloop van de Dreijenborch. terwijl in juni werd begonnen met de sloop van het Ritzema Boshuis. De gebouwen van het Botanisch Centrum ontkwamen aan sloop en werden het onderkomen van Beeldengalerij Het Depot. In 2016 begon de sloop van het Biotechnion, die in het najaar van 2018 werd voltooid.
Een bestemmingsplanprocedure voor De Dreijen is gestart. Er bestaan plannen voor nieuwbouw op het terrein als de universiteit al zijn activiteiten naar Wageningen Campus heeft verplaatst. In 2020 werd het Wiskundegebouw gesloopt.
In mei 2021 werd begonnen met de sloop van het Transitorium, die in oktober werd afgerond.,

## Galerij

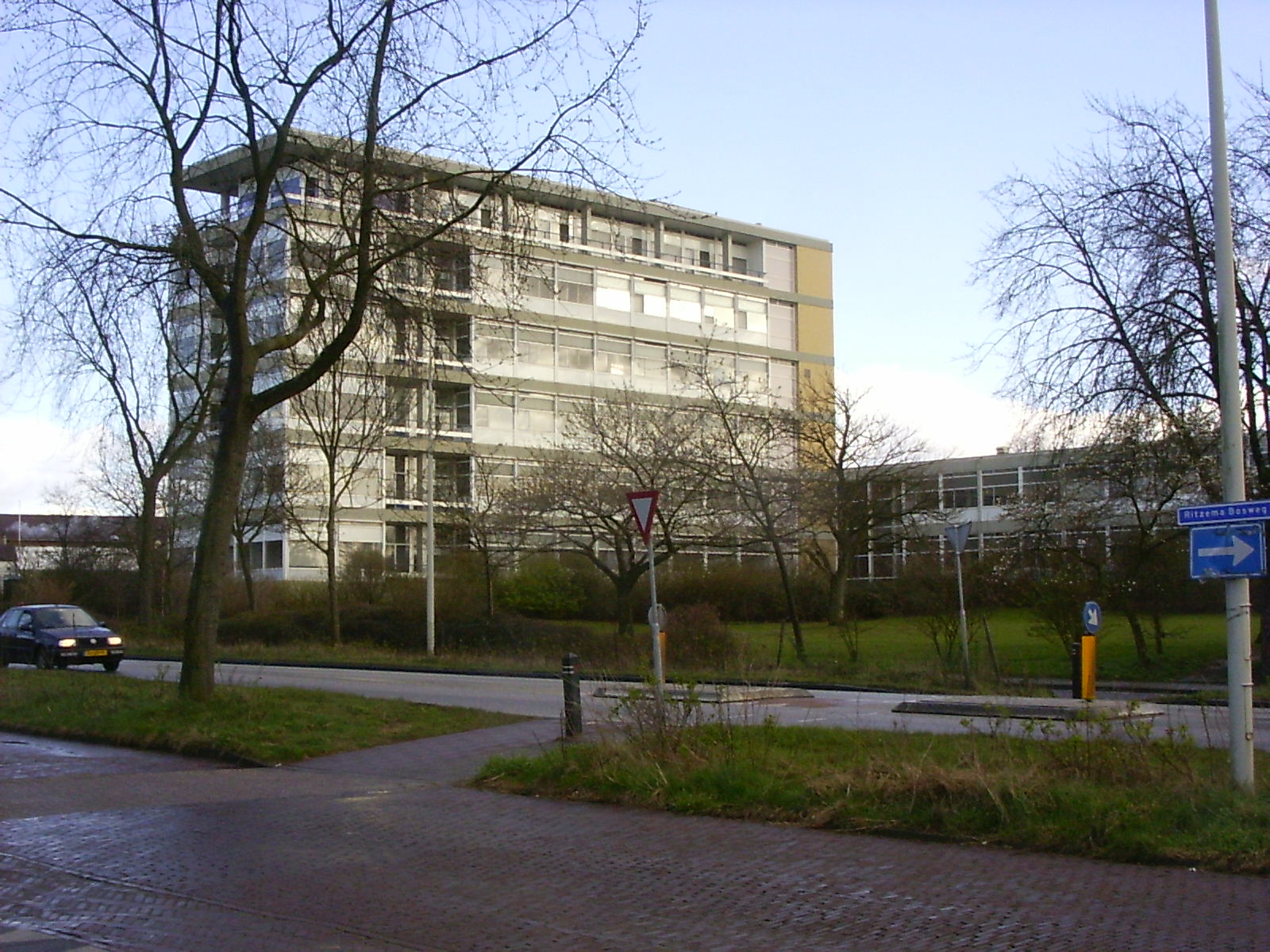
De Dreijenborch (afgebroken)
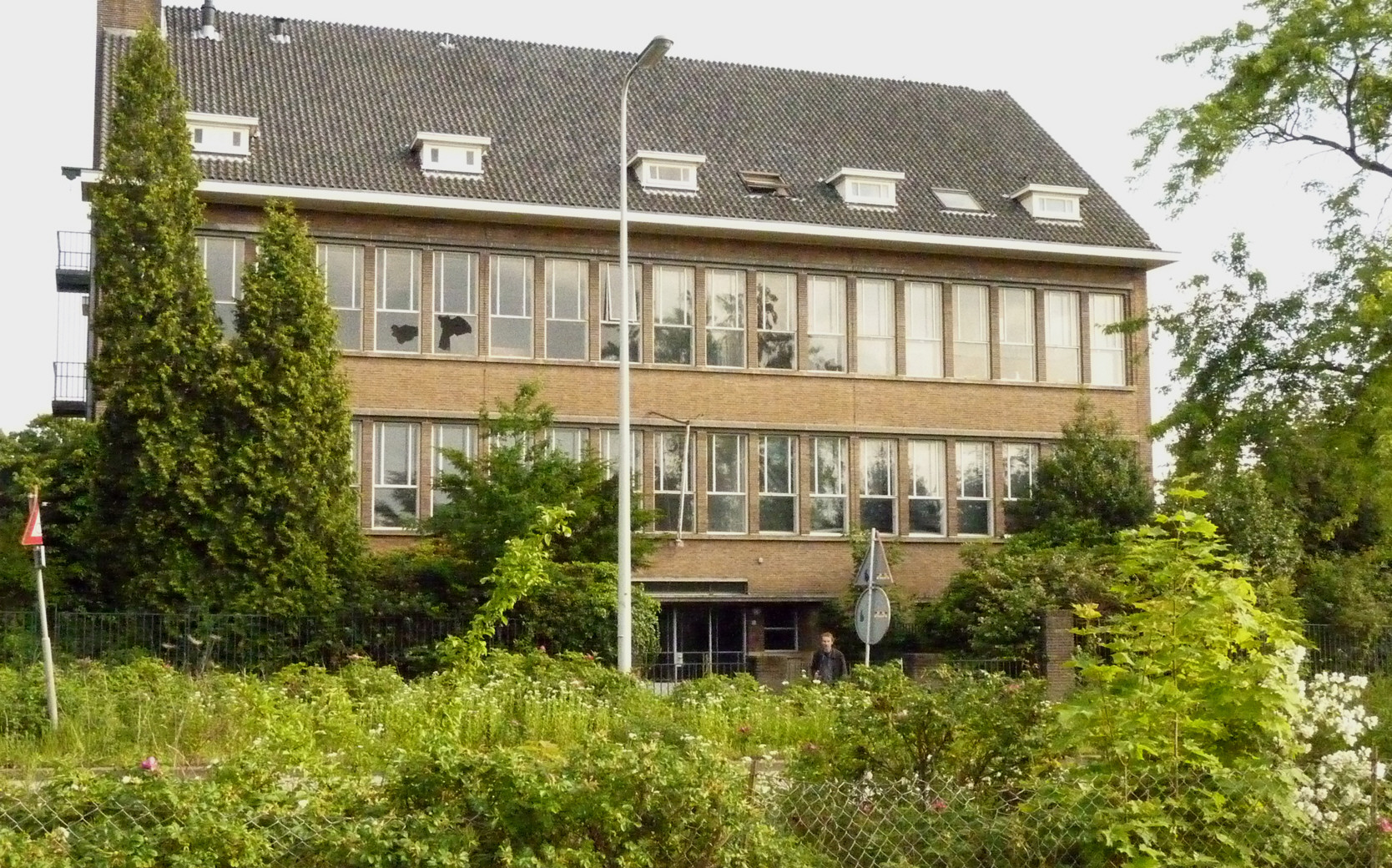
Ritzema Boshuis (afgebroken)
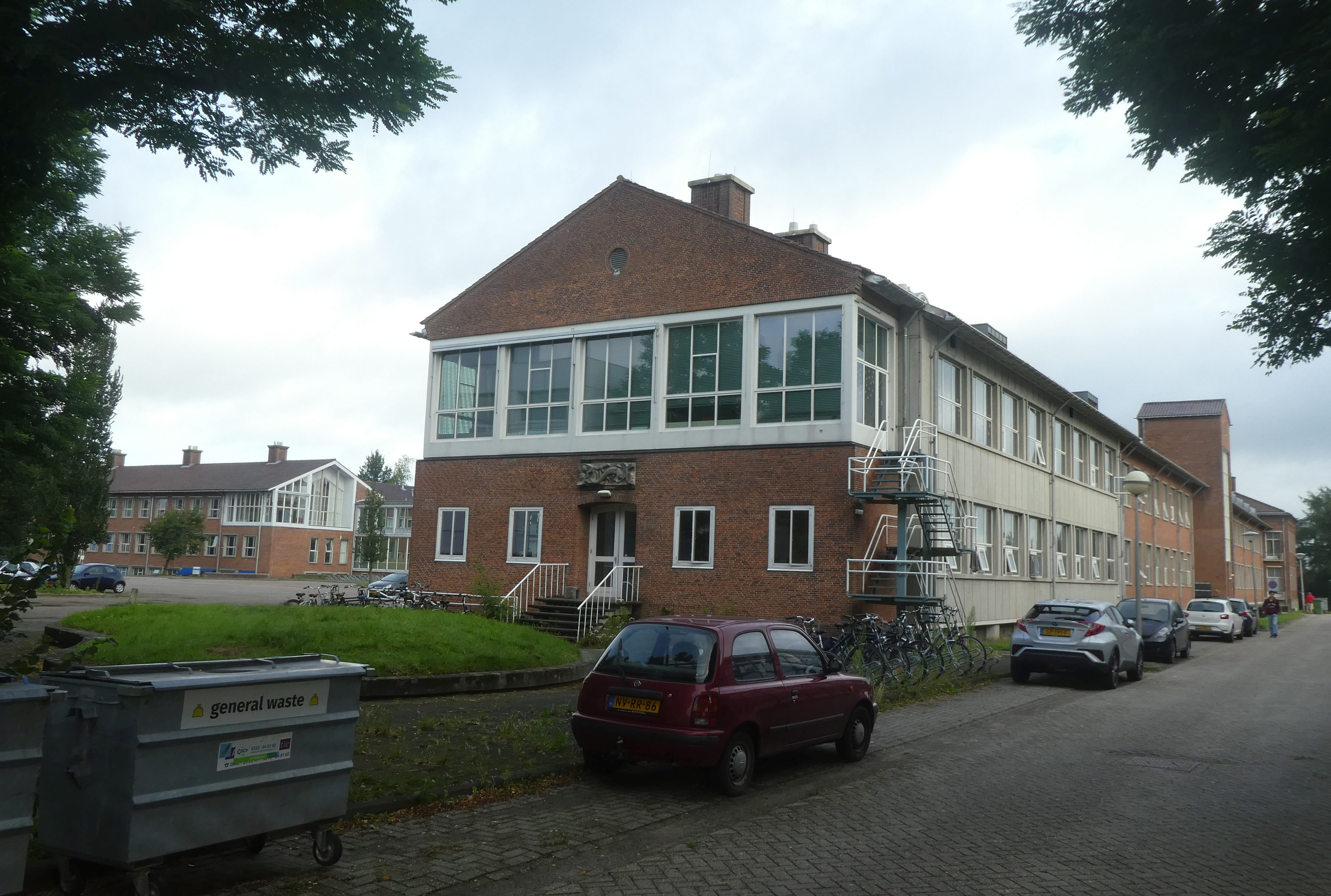
Scheikundegebouw
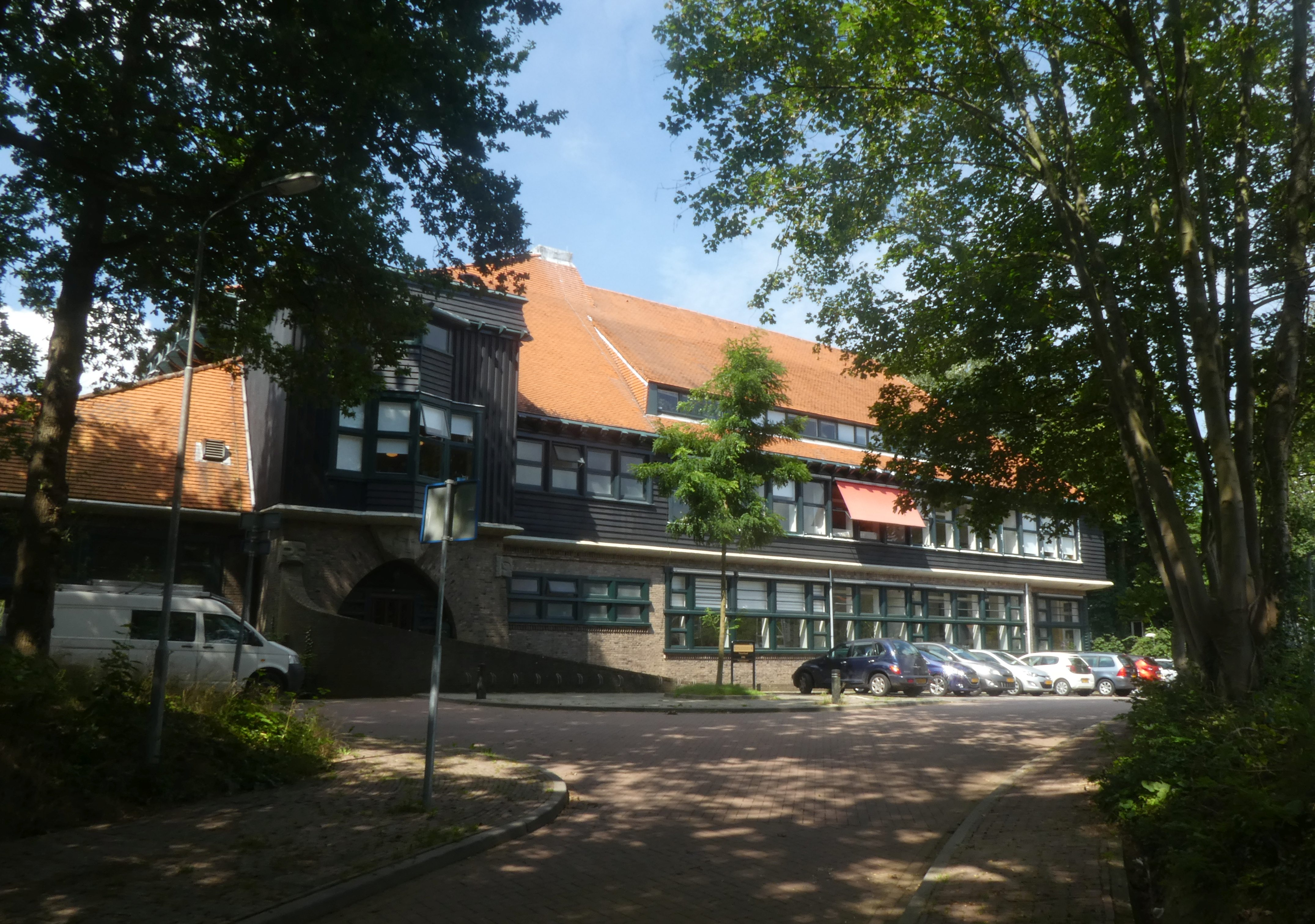
Laboratorium voor Microbiologie
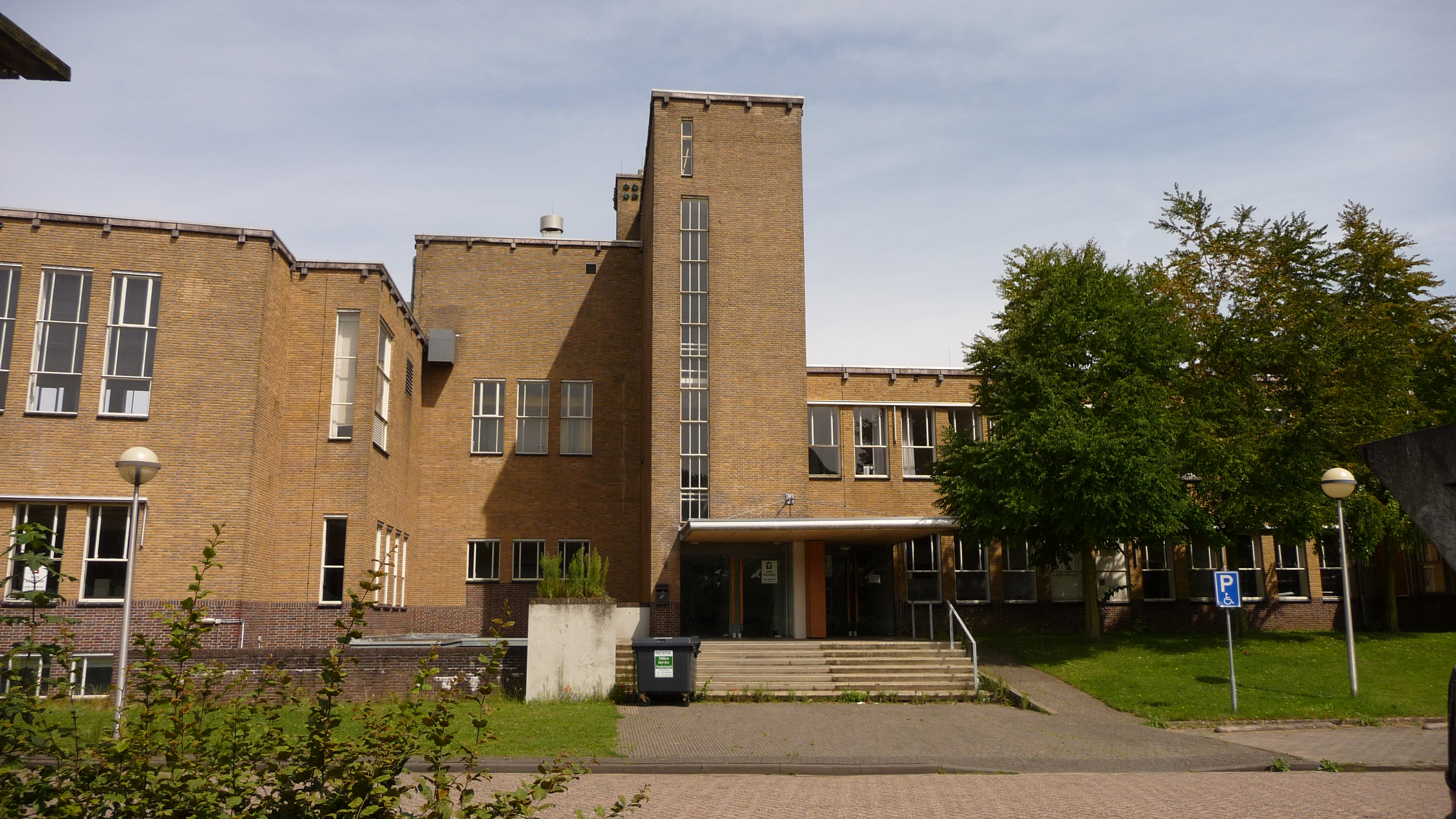
Arboretumlaan 4, Botanisch Centrum
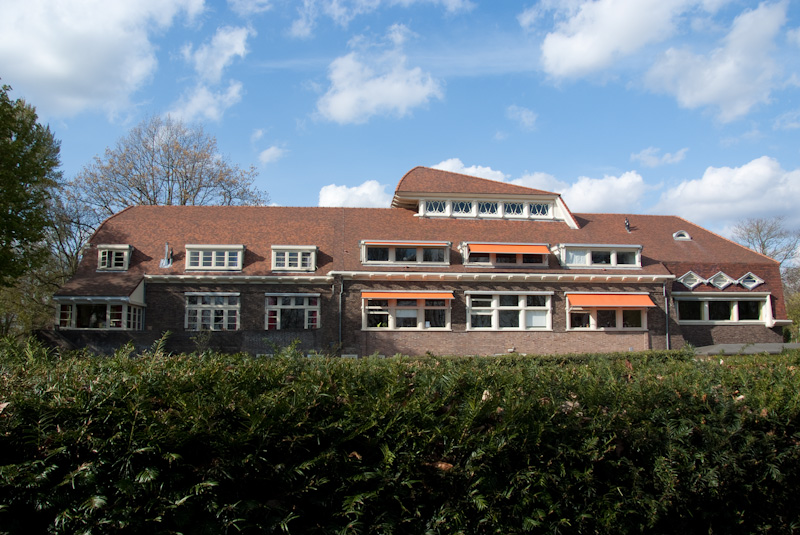
Schip van Blaauw
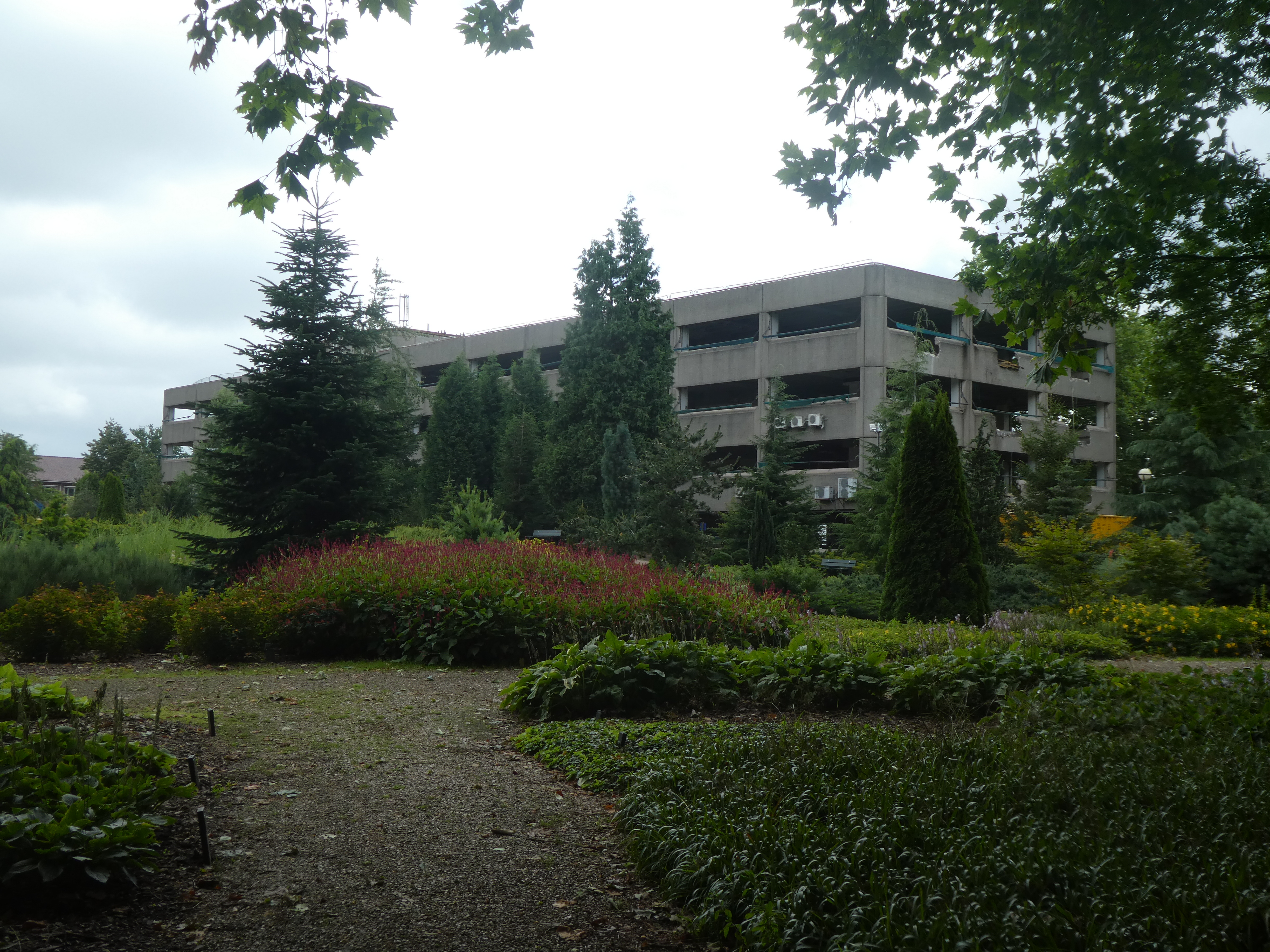
Transitorium, Dreijenlaan 3 (afgebroken)
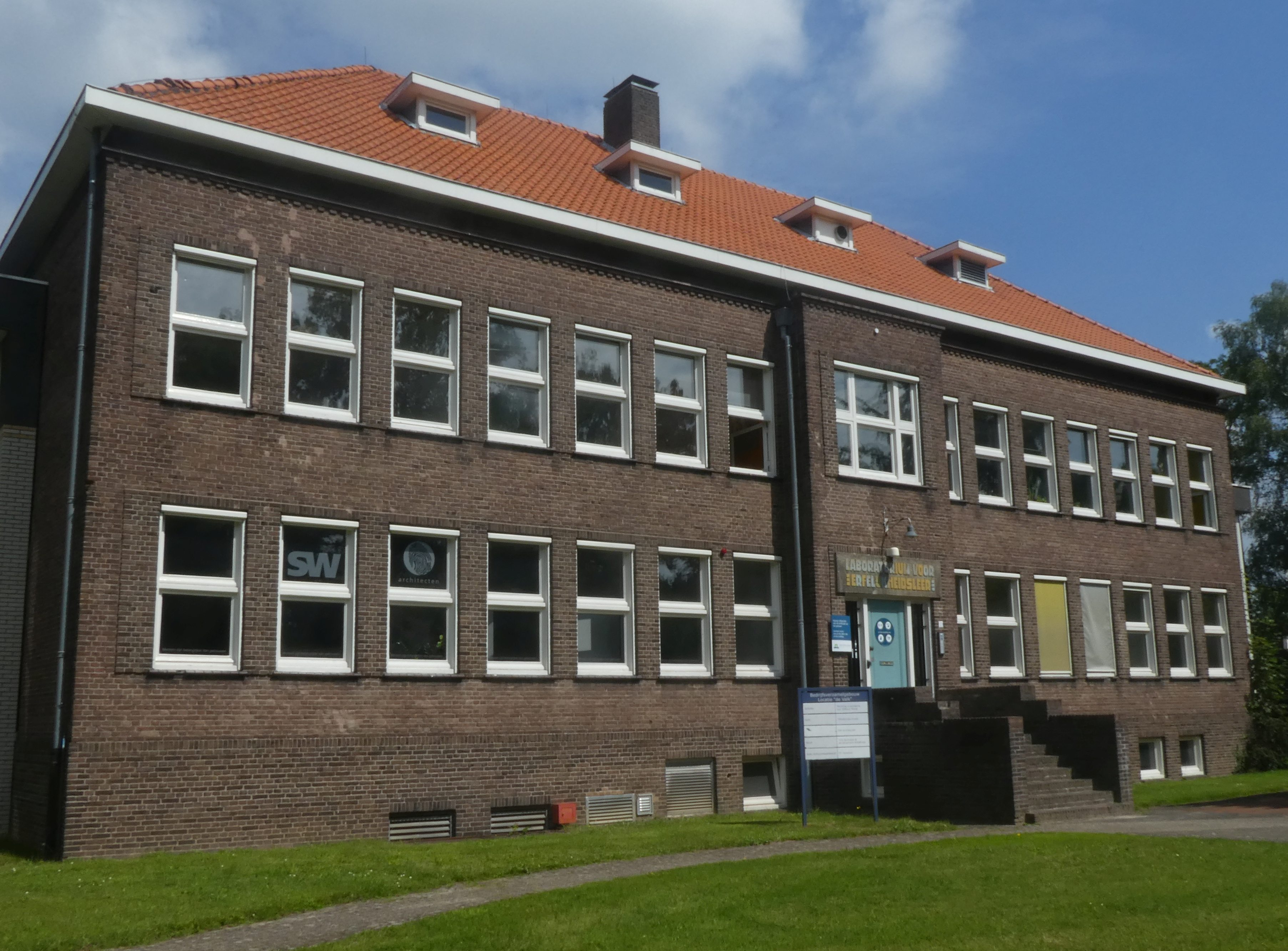
De Valk, Laboratorium voor Erfelijkheidsonderzoek, Dreijenlaan 2
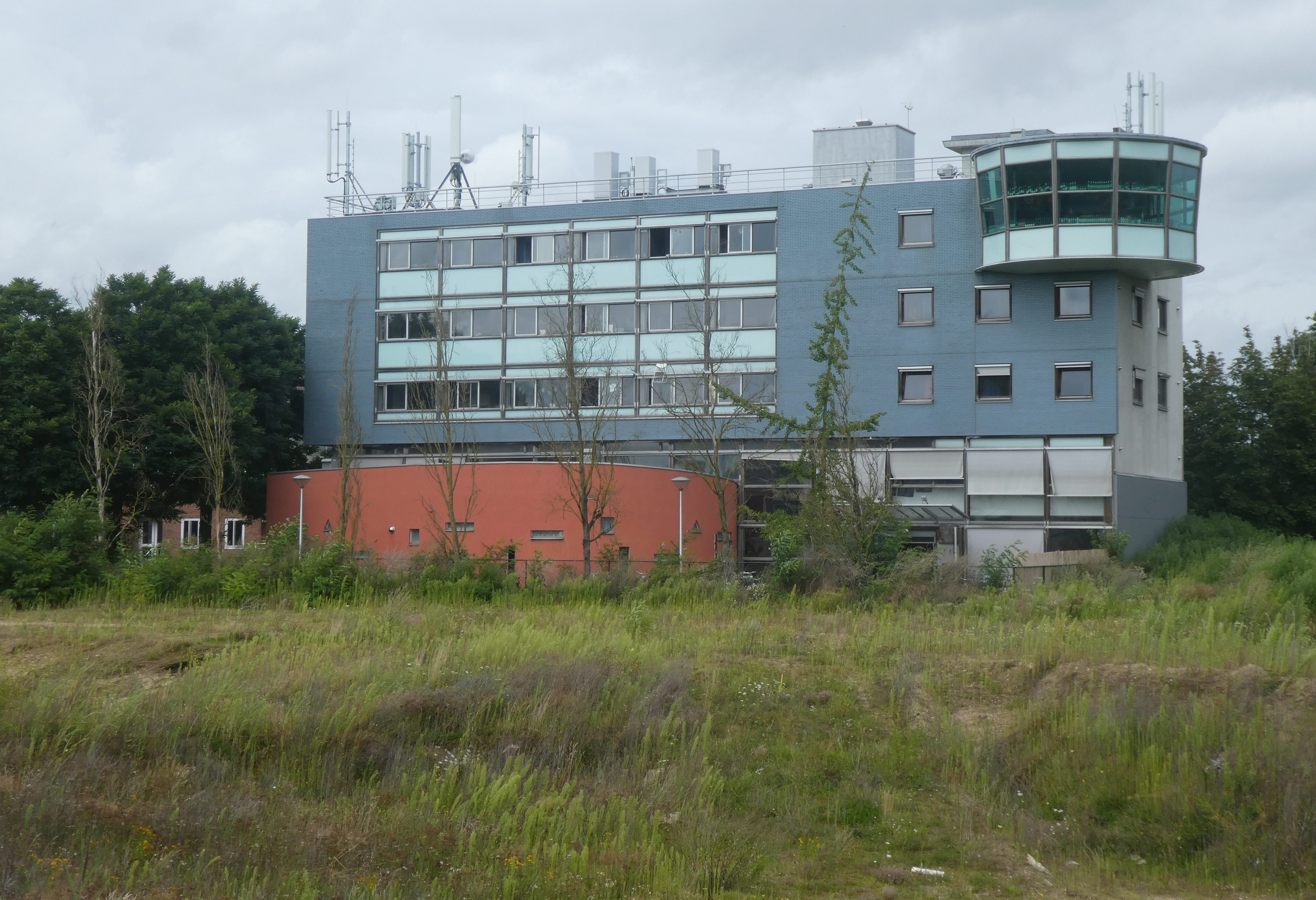
Agrotechnion, Bomenweg 4
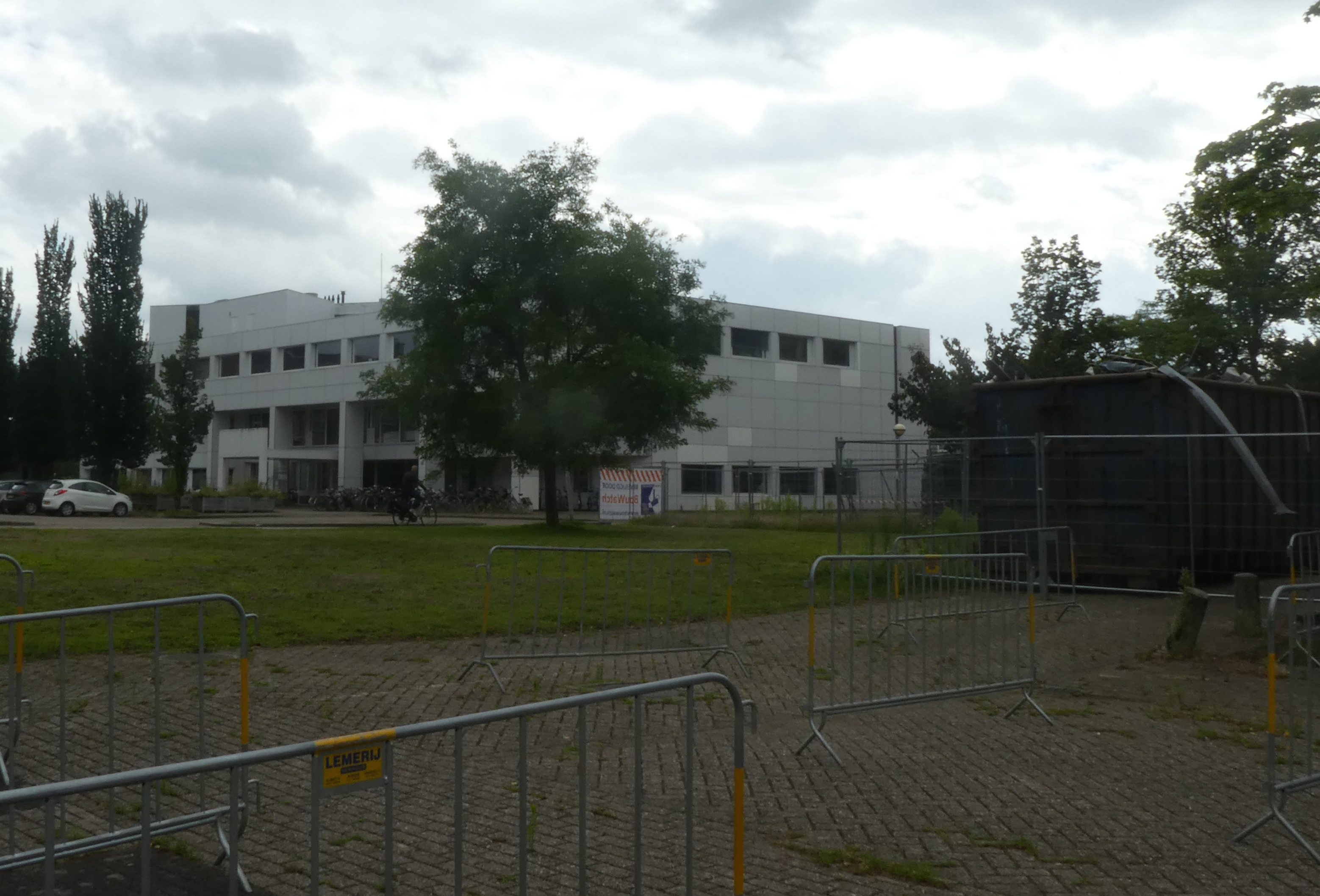
Computechnion, Dreijenplein 2
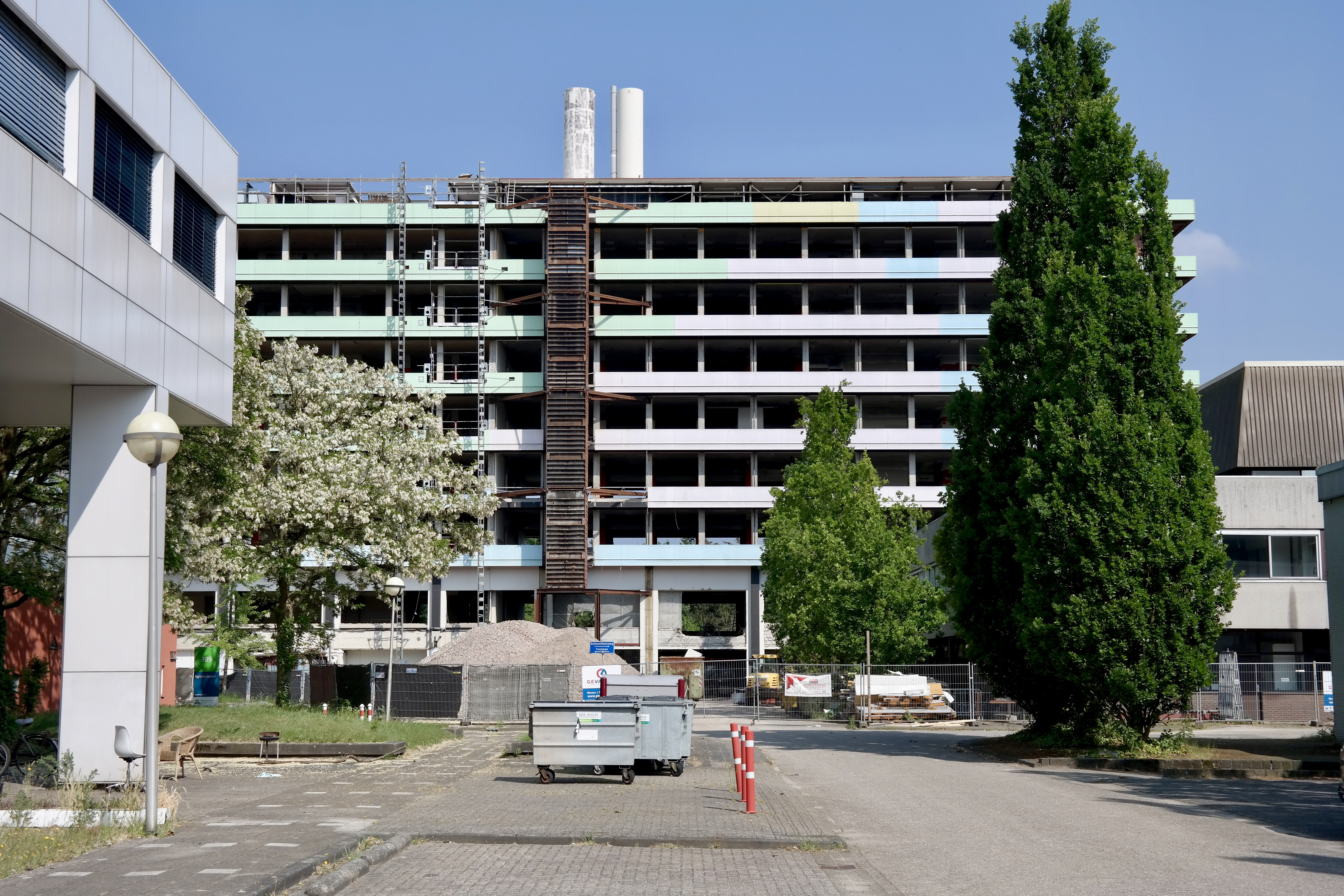
Biotechnion (afgebroken),  Bomenweg 2